# Puto arctostaphyli
Puto arctostaphyli är en insektsart som beskrevs av Ferris 1950. Puto arctostaphyli ingår i släktet Puto och familjen ullsköldlöss. Inga underarter finns listade i Catalogue of Life.